# Paradyż
Paradyż è un comune rurale polacco del distretto di Opoczno, nel voivodato di Łódź.
Ricopre una superficie di 81,56 km² e nel 2004 contava 4 476 abitanti.